# Tmetothylacus tenellus
Genre
Espèce
Le Pipit doré (Tmetothylacus tenellus) est une espèce d'oiseaux de la famille des Motacillidae, la seule représentante du genre Tmetothylacus (monotypique). 